# Kawasaki Ninja ZX-11
Kawasaki Ninja ZX-11 (ali ZZ-R1100) je bil športni motocikel, ki ga je proizvajal Kawasaki v letih 1990–2001. V Severni Ameriki so ga tržili kot "ZX-11 Ninja", drugje po svetu pa kot "ZZ-R1100". Predhodnik motorja ZX-11 je bil ZX-10, naslednik pa je ZZ-R1200/ZX-12R.
S hitrostjo 272–282 km/h je bil ZX-11 šest let (1990-1995) najhitrejši serijsko proizvajani motocikel. ZX-11 je pospešil do četrtine milje (400 m) v 10,43 sekundah. 

## Specifikacije
- Motor: 1 052 cc, 4-taktni, 4-valjni, DOHC, tekočinsko hlajeni
- Največja hitrost: 272 km/h
- Moč: 145 KM (108 kW) pri 9400 obratih
- Navor: 106,8 N·m
- Menjalnik: 6-stopenjski
- Teža: 274 kg
- Poraba goriva: 5,51 L/100 km